# Zelotes platnicki
Zelotes platnicki este o specie de păianjeni din genul Zelotes, familia Gnaphosidae, descrisă de Zhang, Song și Zhu în anul 2001. Conform Catalogue of Life specia Zelotes platnicki nu are subspecii cunoscute.